# サントリーホール国際作曲委嘱シリーズ
サントリーホール国際作曲委嘱シリーズ（サントリーホールこくさいさっきょくいしょくシリーズ、Suntory Hall International Program for Music Composition）は、サントリー芸術財団が1986年から毎年開催している、世界の第一線で活躍する作曲家に管弦楽作品を委嘱し、サントリーホールで世界初演するシリーズ。監修は1986年から1998年が武満徹、1999年から2011年が湯浅譲二、2013年からは細川俊夫が担当している。

## 初演コンサートの概要
サントリーホールが開館した1986年10月から翌1987年2月にかけて、「サントリーホール オープニング・シリーズ」として、武満徹を始めとする5人の作曲家の委嘱作品5曲が披露された。1987年から1991年までは毎年秋にサントリーホールの周年行事として1人から3人の作曲家に委嘱され、ヴォルフガング・リームら計9人の作品が初演されている。
1992年のホセ・マセダからは、大ホールでの公演だけでなく小ホール (ブルーローズ) を会場に、作曲家の生の声を聴く企画が始まった。
2004年からは「サントリー音楽財団サマーフェスティバル」 の中に組み込まれた。そして大ホールでの管弦楽初演、小ホールでの作曲家トークに加え、室内楽コンサートが小ホールで開催されるようになっている

## 委嘱作品一覧[5]
| No. | 作曲者名                                 | 出身国         | 曲名                                                                                   | 初演日         | 出演 |
| --- | ---------------------------------------- | -------------- | -------------------------------------------------------------------------------------- | -------------- | --- |
| 1   | 武満徹 (1930-1996)                       | 日本           | ジェモー（双子座）—オーボエ、トロンボーン、2つのオーケストラ、２人の指揮者のための     | 1986年10月15日 | 井上道義、尾高忠明(指揮) ブルクハルト・グレッツナー(オーボエ)、 ヴィンコ・グロボカール(トロンボーン) 新日本フィルハーモニー交響楽団、 東京フィルハーモニー交響楽団 |
| 2   | ヤニス・クセナキス (1922-2001)           | フランス       | ホロス                                                                                 | 1986年10月24日 | 岩城宏之(指揮) 日本フィルハーモニー交響楽団 |
| 3   | 尹伊桑 (1917-1995)                       | ドイツ         | 交響曲第4番（全2楽章）—暗黒の中で歌う                                                  | 1986年11月13日 | 岩城宏之(指揮) 東京都交響楽団 |
| 4   | ジョン・ケージ (1912-1992)               | アメリカ       | エトセトラ 2                                                                           | 1986年12月8日  | 岩城宏之、一柳慧、黛敏郎、湯浅譲二(指揮) 東京シティ・フィルハーモニック管弦楽団                                                                                    |
| 5   | シルヴァーノ・ブッソッティ (1931-2021)   | イタリア       | カタログ IV オーケストラのための詩 第1番 "H III"                                       | 1987年2月10日  | 尾高忠明(指揮) 東京フィルハーモニー交響楽団 |
| 6   | ヴォルフガング・リーム (1952-2024)       | ドイツ         | 無題 II                                                                                | 1987年10月31日 | 井上道義(指揮) 高橋アキ(ピアノ) 新日本フィルハーモニー交響楽団 |
| 7   | バーナード・ランズ (1934-)               | 英             | セレモニアル II                                                                        | 1987年11月14日 | 小泉和裕(指揮) 東京フィルハーモニー交響楽団 |
| 8   | ルイジ・ノーノ (1924-1990)               | イタリア       | 2) 進むべき道はない だが進まねばならない……アンドレイ・タルコフスキー                   | 1987年11月28日 | 高関健(指揮) 東京都交響楽団 |
| 9   | ルイス・デ・パブロ (1930-2021)           | スペイン       | 風の道                                                                                 | 1988年11月4日  | 岩城宏之(指揮) 東京都交響楽団 |
| 10  | ルーカス・フォス (1922-2009)             | アメリカ       | クラリネット協奏曲                                                                     | 1988年12月2日  | 外山雄三(指揮)、鈴木良昭(クラリネット) 東京都交響楽団 |
| 11  | ロディオン・シチェドリン (1932-)         | ロシア         | ホロヴォディ (輪廻) オーケストラのための                                               | 1989年11月2日  | 十束尚宏(指揮) 東京都交響楽団 |
| 12  | ロジャー・レイノルズ (1934-)             | アメリカ       | 交響曲「神話」                                                                         | 1990年10月25日 | 佐藤功太郎(指揮)、今井奈緒子(オルガン)、 白石准、菅野由弘(オンド・マルトノ)、 東京混声合唱団(バス合唱) 東京フィルハーモニー交響楽団                                |
| 13  | アルネ・ノールヘイム (1931-2010)         | ノルウェー     | モノリス オーケストラのための                                                          | 1991年4月2日   | 外山雄三(指揮) 新日本フィルハーモニー交響楽団 |
| 14  | ペア・ノアゴー (1932-)                   | デンマーク     | Spaces of Time (時の空間) オーケストラとピアノのための                                 | 1991年10月7日  | 山下一史(指揮)、高橋アキ(ピアノ) 東京都交響楽団 |
| 15  | ホセ・マセダ (1917-2004)                 | フィリピン     | ディステンペラメント (平均律の解体)                                                    | 1992年5月24日  | 高橋悠治(指揮)、沢井忠夫(筝) 新日本フィルハーモニー交響楽団 |
| 16  | ハンス・ヴェルナー・ヘンツェ (1926-2012) | ドイツ         | 3つの宗教的コンチェルト Tpと器楽アンサンブルのための                                   | 1992年11月26日 | オリヴァー・ナッセン(指揮)、 徳永二男(ヴァイオリン)、 ホーカン・ハーデンベルガー(トランペット) NHK交響楽団                                                         |
| 17  | 譚盾 (1957-)                             | 中国           | オーケストラル・シアター II:Re 2人の指揮者と分割されたオーケストラ、バス、聴衆のための | 1993年7月1日   | 岩城宏之、譚盾(指揮)、 高橋アキ(プリペアード・ピアノ)、 王明君(塤)、岸本力(バス) 東京交響楽団                                                                      |
| 18  | マグヌス・リンドベルイ (1958-)           | フィンランド   | オーラ W.ルトスワフスキの思い出のために                                                | 1994年6月11日  | 山下一史(指揮) 東京交響楽団 |
| 19  | オリヴァー・ナッセン (1952-2018)         | イギリス       | ホルン協奏曲                                                                           | 1994年10月7日  | オリヴァー・ナッセン(指揮)、バリー・タックウェル(ホルン) 東京都交響楽団                                                                                            |
| 20  | マリー・シェーファー (1933-2021)         | カナダ         | 精霊                                                                                   | 1995年7月8日   | 秋山和慶(指揮) 東京交響楽団 |
| 21  | ジグムント・クラウゼ (1938-)             | ポーランド     | ピアノ協奏曲第2番                                                                      | 1996年10月30日 | 秋山和慶(指揮)、ジグムント・クラウゼ(ピアノ) 東京交響楽団 |
| 22  | ピーター・スカルソープ (1929-2014)       | オーストラリア | グレート・サンディ・アイランド                                                         | 1998年10月13日 | 山下一史(指揮)、山本友重(ヴァイオリン) 東京シティ・フィルハーモニック管弦楽団                                                                                      |
| 23  | 湯浅譲二 (1929-2024)                     | 日本           | クロノプラスティクII—エドガー・ヴァレーズ讃—                                           | 1999年11月9日  | 岩城宏之(指揮) 東京交響楽団 |
| 24  | ジルベール・アミ (1936-)                 | フランス       | チェロとオーケストラのための協奏曲                                                     | 2000年12月4日  | 井上道義(指揮) ジャン=ギアン・ケラス(チェロ) 東京交響楽団 |
| 25  | ドイナ・ロタル (1951-)                   | ルーマニア     | 交響曲第3番「スピリット・オブ・エレメンツ」                                            | 2001年9月9日   | 飯森範親(指揮 東京フィルハーモニー交響楽団 |
| 26  | エサ＝ペッカ・サロネン (1958-)           | フィンランド   | インソムニア                                                                           | 2002年12月1日  | エサ＝ペッカ・サロネン(指揮) NHK交響楽団 |
| 27  | ヘルムート・ラッヘンマン (1935-)         | ドイツ         | 書                                                                                     | 2003年12月4日  | 秋山和慶(指揮) 東京交響楽団 |
| 28  | ヴィンコ・グロボカール (1934-)           | フランス       | 「人質」—大オーケストラとサンプラーのための                                            | 2004年8月26日  | ヴィンコ・グロボカール(指揮) 東京フィルハーモニー交響楽団 |
| 29  | サルヴァトーレ・シャリーノ (1947-)       | イタリア       | シャドウ・オブ・サウンド—オーケストラのための                                          | 2005年8月27日  | ティート・チェッケリーニ(指揮) 東京フィルハーモニー交響楽団 |
| 30  | マーク=アンドレ・ダルバヴィ (1961-)      | フランス       | ヤナーチェクの作品によるオーケストラ変奏曲                                             | 2006年8月25日  | マーク=アンドレ・ダルバヴィ(指揮) 東京フィルハーモニー交響楽団 |
| 31  | ジャン＝クロード・リセ (1938-2016)       | フランス       | スキーム—ヴァイオリンとオーケストラのための                                            | 2007年9月5日   | 秋山和慶(指揮) 木村まり(ヴァイオリン) 東京交響楽団 |
| 32  | ステファーノ・ジェルヴァゾーニ (1962-)   | イタリア       | ルコネサンス                                                                           | 2008年8月29日  | 杉山洋一(指揮) 東京都交響楽団 |
| 33  | ウンスク・チン (陳銀淑) (1961-)          | 韓国           | シュウ—中国笙とオーケストラのための協奏曲                                              | 2009年8月28日  | 秋山和慶(指揮) ウー・ウェイ(笙) 東京交響楽団 |
| 34  | ジョナサン・ハーヴェイ (1939-2012)       | イギリス       | 80ブレス・フォー・トウキョウ—オーケストラのための                                      | 2010年8月30日  | 沼尻竜典(指揮) 東京フィルハーモニー交響楽団 |
| 35  | ジュリアン・ユー (于京君) (1957-)        | 中国           | 交響組曲「我らの自然界のために」                                                       | 2011年8月25日  | 山田和樹(指揮) 東京都交響楽団 |
| 36  | 細川俊夫 (1955-)                         | 日本           | トランペット協奏曲「霧のなかで」                                                       | 2013年9月5日   | 準・メルクル(指揮) ジェロエン・ベルヴェルツ(トランペット) 東京都交響楽団                                                                                           |
| 37  | パスカル・デュサパン (1955-)             | フランス       | 風に耳をすませば—オペラ《ペンテジレーア》からの3つの場面                               | 2014年8月21日  | アレクサンダー・リープライヒ(指揮) ナターシャ・ペトリンスキー(メゾ・ソプラノ) 東京交響楽団                                                                         |
| 38  | ハインツ・ホリガー (1939-)               | スイス         | デンマーリヒト—薄明 ソプラノと大管弦楽のための5つの俳句                                | 2015年8月27日  | ハインツ・ホリガー(指揮) サラ・ヴェゲナー(ソプラノ) 東京交響楽団                                                                                                   |
| 39  | カイヤ・サーリアホ (1952-2023)           | フィンランド   | トランス（変わりゆく）                                                                 | 2016年8月30日  | エルネスト・マルティネス=イスキエルド(指揮)、 グザヴィエ・ドゥ・メストレ(ハープ) 東京交響楽団                                                                      |
| 40  | ゲオルク・フリードリヒ・ハース (1953-)   | オーストリア   | ヴァイオリン協奏曲第2番                                                                | 2017年9月7日   | イラン・ヴォルコフ(指揮) ミランダ・クックソン(ヴァイオリン) 東京交響楽団                                                                                           |
| 41  | イェルク・ヴィトマン (1973-)             | ドイツ         | ヴァイオリン協奏曲第2番                                                                | 2018年8月31日  | イェルク・ヴィトマン(指揮・クラリネット) カロリン・ヴィトマン(ヴァイオリン) 東京都交響楽団                                                                         |
| 42  | ミカエル・ジャレル (1958-)               | スイス         | 『4つの印象』 ヴァイオリンとオーケストラのための協奏曲                                 | 2019年8月30日  | パスカル・ロフェ(指揮) ルノー・カプソン(ヴァイオリン) 東京交響楽団                                                                                                 |
| 43  | マティアス・ピンチャー (1971-）          | ドイツ         | 河［ネハロート］ オーケストラのための                                                  | 2021年8月27日  | マティアス・ピンチャー(指揮) 東京交響楽団 |
| 44  | イザベル・ムンドリー (1963-)             | ドイツ         | 身ぶり（ジェスチャー） ヴィオラとオーケストラのための                                  | 2022年8月28日  | ニルス・メンケマイヤー(ヴィオラ) ミヒャエル・ヴェンデベルク(指揮) 東京交響楽団                                                                                     |
| 45  | オルガ・ノイヴィルト (1968-)             | オーストリア   | オルランド・ワールド                                                                   | 2023年8月24日  | ヴィルピ・ライサネン(メソ・ソプラノ) マティアス・ピンチャー(指揮) 東京交響楽団                                                                                     |
| 46  | フィリップ・マヌリ (1952-)               | フランス       | プレサンス 空間化された大オーケストラのための                                          | 2024年8月23日  | ブラッド・ラブマン(指揮) 東京交響楽団 |
| 47  | ジョルジュ・アペルギス (1945-)           | ギリシャ       | 大管弦楽のための「エチュードⅧ」                                                        | 2025年8月29日  | エミリオ・ポマリコ(指揮) 東京交響楽団 |